# Peter Wynhoff
Peter Wynhoff (* 29. Oktober 1968 in Berlin) ist ein ehemaliger deutscher Fußballspieler.

## Wirken
Wynhoffs angestammte Position war das offensive Mittelfeld, er wurde jedoch regelmäßig auch als Stürmer eingesetzt. Seine Karriere begann in der Berliner Amateur-Oberliga bei den Reinickendorfer Füchsen, mit denen er 1989 Berliner Meister wurde, in der Aufstiegsrunde zur 2. Bundesliga jedoch am MSV Duisburg und Preußen Münster scheiterte. Anschließend wechselte er zu Borussia Mönchengladbach, mit denen er den DFB-Pokal 1995 gewann. Außerdem bestritt er zehn Europacup-Partien für die Borussia und erzielte dabei zwei Tore. In der Fußball-Bundesliga absolvierte Wynhoff 240 Spiele für die „Fohlen“ und schoss dabei insgesamt 34 Tore. Nach kurzen Zwischenstationen beim SC Fortuna Köln und dem Rheydter SV kehrte der Glatze genannte Wynhoff 2001 nach Mönchengladbach zurück und ließ dort seine aktive Fußballkarriere bei den Amateuren (U-23) in der Oberliga Nordrhein ausklingen.
Im Mai 2006 erwarb Wynhoff an der Sportschule Kaiserau seinen A-Trainerschein. Zur Saison 2006/07 wurde er Cheftrainer beim niederrheinischen Verbandsligisten SC Kapellen-Erft, verließ den Verein jedoch bereits zum Saisonende wieder. Zur Saison 2007/08 übernahm er neben seinem Hauptberuf bei der Kreisbau AG die U16-Junioren von Borussia Mönchengladbach. Zur Saison 2010/11 wurde er von diesem Posten abgelöst, da die Borussia im Zuge der Professionalisierung im Nachwuchsbereich die Aufgabe hauptamtlich vergeben wollte.

## Erfolge als Spieler
- 1× DFB-Pokalsieger mit Borussia Mönchengladbach (1995)